# Галаганівка (Черкаський район)
Галага́нівка — українське село у Черкаському районі Черкаської області, підпорядковане Чигиринській міській громаді. Розташоване на правому березі річки Тясмин, за 70 км від районного та обласного центру — міста Черкаси.
Населення — 780 чоловік (понад 400 домогосподарств).
На заході сусідить з містом Чигирин та селом Чернече, на сході з селом Стецівка.

## Історія
Сліди первісних людей відкрито на території села ще в епоху бронзи. У І тисячолітті до нашої ери тут проживали пращури слов'ян — місцеві землеробські племена. Згодом приходять кочівники — кімерійці, скіфи, сармати. Біля села й донині збереглися кургани скіфського періоду. Перше поселення було розміщено там, де сьогодні розташовано куток нинішнього села, названий Подолом, і тяглося однією вулицею з маленькими хатинками. Мешканцями його були селяни, які тікали від панського гніту.[джерело?]
Перший документальний запис про село у 1709 році був про те, що чигиринський полковник Гнат Галаган заснував слободу Галаганівка.
Станом на 1886 рік у селі Стецівської волості Олександрійського повіту Херсонської губернії мешкало 1172 особи, налічувалось 211 дворових господарств, існувала православна церква, у 1875 році відкрита церковно-приходська школа.
За переписом 1897 року кількість мешканців зросла до 1660 осіб (810 чоловічої статі та 850 — жіночої), з яких 1650 — православної віри.
До Другої світової війни в селі працювали сільськогосподарські артілі «Правда» та «Більшовицький сигнал».

## Населення
Згідно з переписом УРСР 1989 року чисельність наявного населення села становила 1074 особи, з яких 463 чоловіки та 611 жінок.
За переписом населення України 2001 року в селі мешкали 924 особи.

### Мова
Розподіл населення за рідною мовою за даними перепису 2001 року:
| Мова       | Відсоток |
| ---------- | -------- |
| українська | 96,33 %  |
| російська  | 3,13 %   |
| білоруська | 0,22 %   |
| молдовська | 0,11 %   |
| інші       | 0,21 %   |

## Сучасність
У селі розташовано фермерське господарство І. Ф. Беспалого, який орендує земельні паї жителів села і землі сільської ради та займається вирощуванням зернових культур і тваринництвом.
На території Галаганівки розташовано навчально-виховний комплекс І-ІІІ ступенів, поштове відділення, бібліотека, фельдшерсько-акушерський пункт, 3 магазини, триває робота з газифікації села.
У центрі села споруджено обеліск Слави, на якому викарбувані імена 142 жителів Галаганівки, які загинули на фронтах Другої світової війни. У школі створено кімнату бойової слави, де зібрано багато матеріалів про земляків — учасників війни.
Село має футбольний клуб «Фермер», що брав участь у змаганнях чемпіонату Черкаської області.

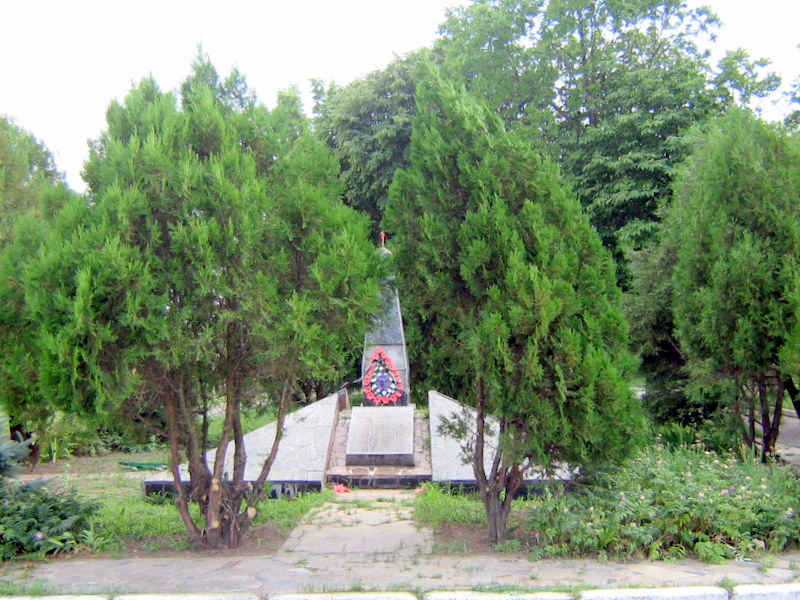
Обеліск Слави
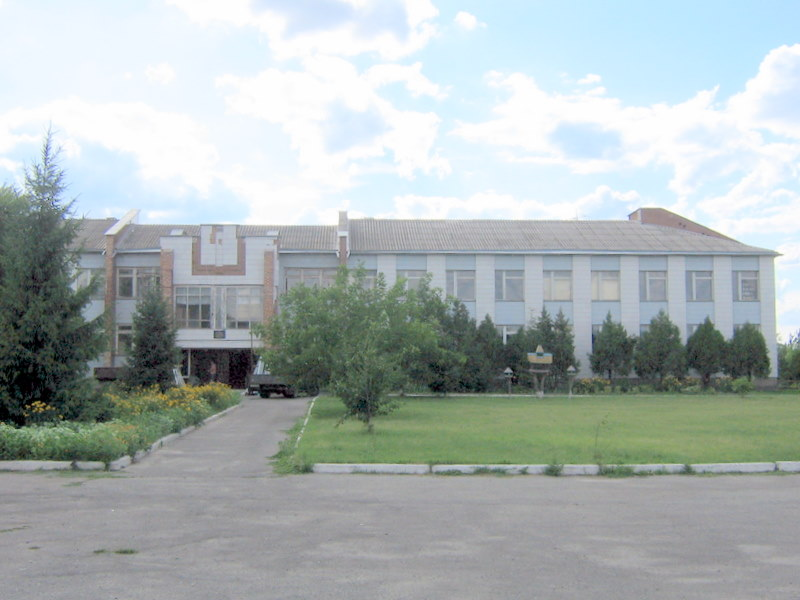
Школа

## Персоналії
- Гугленко Віктор Володимирович (1969—2022) — старший сержант Збройних сил України, учасник російсько-української війни.